# Ong-Bak 3
Ong-Bak 3 (in thailandese: องค์บาก 3) è un film thailandese del 2010 co-diretto, scritto, prodotto ed interpretato da Tony Jaa. Si tratta dell'ultimo film della serie Ong-Bak iniziato con Ong-Bak - Nato per combattere (2003) e seguito dal prequel Ong-Bak 2 - La nascita del dragone (2008). In Italia il film è uscito nel 2010 con il divieto ai minori di 14 anni per alcune scene violente.

## Trama
Thailandia, anno 1431. Il giovane guerriero Tien è stato catturato dalle truppe del governatore Rajasena, dopo aver combattuto strenuamente da solo con il re Charnang, suo patrigno, nell'episodio precedente, e viene sottoposto a torture atroci quali lo schiacciamento delle dita e il fracassamento del torace e delle rotule. Mentre Tien è tenuto prigioniero, ma ancora in vita, il governatore viene messo da parte dalla potenza del misterioso stregone Bhuti, il quale riesce a manovrare e a leggere i suoi pensieri. Avendo compiuto in passato una carneficina contro il suo popolo e i suoi stessi precettori e sacerdoti, Rajasena fu infatti maledetto per l'eternità, così egli ogni notte, e sempre più spesso anche di giorno, ha delle tremende visioni di morte. Bhuti ora è il nuovo comandante dell'esercito del Cliff Wing, ma usa ancora Rajasena come marionetta per i suoi ufficiali e combattenti.
Tien intanto viene salvato da Pim e Mhen, capi di una povera tribù sperduta nelle foreste della Thailandia, e viene curato con antichi e magici rimedi dal Maestro Bua; Tien è però ancora molto debole e riporta i gravi segni delle sue torture: non riesce più a tenersi in piedi se non con un bastone, e ha le mani e le dita di qualsiasi arto contratte e incapaci di compiere il minimo spostamento. Ma nonostante la sua vita, un tempo ricca di avventure e combattimenti, sia ora condannata alla miseria e all'immobilità quasi totale, il Maestro Bua lo prende con sé per portarlo in un tempio dove Tien da giovane aveva imparato l'arte del "Nhatayut": attraverso processi di meditazione e di sforzo fisico, il guerriero torna pian piano in sé e riacquista tutta la forza perduta finché non è di nuovo pronto a riaffrontare i suoi nemici. Nel frattempo, Rajasena visita il mago Bhuti nel suo tempio per rimuovere la sua maledizione, ma questi gli rivela il suo piano di usurparlo e diventare il nuovo re: ne segue una battaglia in cui Bhuti toglie facilmente di mezzo tutti i membri delle guardia del corpo di Rajasena, per poi decapitare quest'ultimo e prenderne finalmente il posto. In seguito, egli rade al suolo il villaggio e cattura molti dei suoi abitanti, inclusa anche la bella Pim; Tien allora scatena tutta la sua furia devastatrice e combattiva decidendo di affrontare il mago Bhuti.
Vistosi davanti Tien, il mago evoca un'eclissi tramite la sua magia, prende Pim e la uccide sotto ai suoi occhi. Tien salta dalla cima della statua dove si trova per assaltarlo e si fa strada tra i suoi soldati, ma viene trafitto al petto da una lancia dallo stregone. D'un tratto, Tien si ricorda delle parole del maestro Bua, e si ritrova sulla cima della statua, dove cancella l'illusione e fa in modo che il cielo venga colpito da dei fulmini, dissipando l'eclissi di Bhuti. Il mago tenta inutilmente la fuga, quindi si vede costretto a tirare di nuovo addosso a Tien una lancia, che però il ragazzo respinge facilmente; Tien sconfigge il malvagio stregone e lo prende per il mento con la sola forza del dito, ma all'improvviso un elefante, spaventato dalla furia della battaglia, sbatte le sue zanne sotto alle travi del tempio, facendo cadere Bhuti dalla presa di Tien, e sulle zanne che lo trafiggono. Lieti di aver trionfato sul male, Tien, Pim e i superstiti del villaggio si vedono nella scena finale pregare di fronte alla statua di Ong Bak.

## Riconoscimenti
- 2011 - Deauville Film Festival 
  - Nomination Miglior regia a Tony Jaa, Panna Rittikrai
- 2011 - Thailand National Film Association Awards
  - Nomination Miglior direzione artistica a Bunbhot Ngamkhum
  - Nomination Miglior costumista a Chatchai Chaiyon